# قطعنامه ۱۷۴۶ شورای امنیت
قطعنامه ۱۷۴۶ شورای امنیت سازمان ملل متحد که در تاریخ ۲۳ مارس ۲۰۰۷ تصویب شد، سندی بین‌المللی دربارهٔ اوضاع در افغانستان است. این قطعنامه طی نشست ۵۶۴۵ام با ۱۵ رای موافق، ۰ مخالف و ۰ ممتنع تصویب شد.